# Bamanophis dorri
Bamanophis dorri is een slang uit de familie toornslangachtigen (Colubridae) en de onderfamilie Colubrinae.

## Naam en indeling
De wetenschappelijke naam van Bamanophis dorri werd voor het eerst voorgesteld door Fernand Lataste in 1888. Het is de enige soort uit het monotypische geslacht Bamanophis. Oorspronkelijk werd de wetenschappelijke naam Periops dorri gebruikt, later werd de slang tot de geslachten Zamenis, Coluber, Eremiophis en Haemorrhois gerekend.
De soortaanduiding dorri is een eerbetoon aan M. E. Dorr.

## Verspreiding en habitat
De soort komt voor in delen van westelijk Afrika en leeft in de landen Mali, Burkina Faso, Ghana, Togo, Benin, Senegal, Guinee en Mauritanië.
De habitat bestaat uit zowel droge als vochtige savannen.

## Beschermingsstatus
Door de internationale natuurbeschermingsorganisatie IUCN is de beschermingsstatus 'veilig' toegewezen (Least Concern of LC).